# Poul Mejer
Poul Mejer (ur. 2 listopada 1931 w Vejle, zm. 9 stycznia 2000 tamże) – duński piłkarz grający na pozycji bocznego pomocnika. W swojej karierze rozegrał 2 mecze w reprezentacji Danii.

## Kariera klubowa
Całą swoją karierę piłkarską Mejer spędził w klubie Vejle BK. Zadebiutował w nim w 1950 roku w duńskiej lidze i grał w nim do końca 1966 roku. Wraz z Vejle wywalczył mistrzostwo Danii w 1958 roku oraz zdobył dwa Puchary Danii w latach 1958 i 1959.

## Kariera reprezentacyjna
W reprezentacji Danii Mejer zadebiutował 28 maja 1961 roku w zremisowanym 1:1 towarzyskim meczu z Niemiecką Republiką Demokratyczną, rozegranym w Kopenhadze. Wcześniej, w 1960 roku, zdobył srebrny medal Igrzyskach Olimpijskich w Rzymie. W kadrze narodowej od 1961 do 1962 roku rozegrał 2 spotkania.